# Welcome to the Jungle
«Welcome to the Jungle» es una canción de hard rock de la banda estadounidense Guns N' Roses, lanzada como sencillo el 3 de octubre de 1987. Es el segundo sencillo del disco Appetite for Destruction y una de las canciones más reconocidas y exitosas del grupo. Ocupó la séptima posición del Billboard Hot 100 y el número 1 en las listas del Reino Unido. Fue escrita por Axl Rose, basándose en su experiencia en el primer viaje que hizo a Los Ángeles y en algunas anécdotas que le ocurrieron en esta ciudad, como el asalto que sufrió a los pocos días de llegar. El ladrón, después de atracarle, se marchó gritándole "You know where you are? You are in the jungle... you're gonna die!" (¿Sabes dónde estás? Estás en la jungla... ¡vas a morir!).

## Creación
La composición de la letra fue obra de Axl Rose (vocalista y compositor principal de GNR) quien la escribió con el motivo de describir a la metrópolis estadounidense de Los Ángeles y la zona de Sunset Strip de la época. En ese entonces toda esa zona estaba plagada de todo tipo de excesos y problemas de drogas, alcohol, prostitución, violencia, etc. El empuje final para escribir la canción, vino después de que Axl fuera asaltado al poco tiempo de llegar a L.A. desde su pequeño pueblo natal, Lafayette, el delincuente le robó el poco dinero que tenía y al marcharse le gritó, la ya mítica frase "You know where you are? You are in the jungle... you´re gonna die!", la frase se le quedó a Axl al punto de servirle como principal "inspiración" para comenzar a escribir "Welcome to the jungle", que en resumidas cuentas, como el propio Axl explicaría posteriormente, no es más que una descripción de la ciudad de Los Ángeles de la década de los 80, la cual era una inmensa ciudad colapsada por todo tipo de problemas, en ese entonces, una "jungla de cemento", adjetivo que el mismo Axl usó para definir la ciudad en una entrevista, donde todos se comportaban como animales, era una ciudad gigantesca convulsionada por excesos de todo tipo, y eso quiso plasmar Axl en la canción. En el vídeo oficial de la misma, también se pueden apreciar imágenes que hacen referencia a eso, específicamente a violencia civil, que era algo que estaba ocurriendo en L.A. por aquel entonces y que, a principios de los 90, acabaría en fuertes disturbios raciales.
Izzy Stradlin (antiguo guitarrista rítmico de la banda) también resume la canción como "una biografía de las calles angelinas de la época".
Axl también agregó que la primera vez que pisó Los Ángeles sintió que estaba en "tierra hostil", diciendo lo siguiente. "Yo venía escapando de un pueblo bastante complicado porque me había metido en bastantes problemas, pero dicho pueblo era bastante pequeño, Los Ángeles era una ciudad gigantesca que intimidaba a cualquiera, más a alguien que apenas tenía 18 años y que jamás había salido de su pueblo. Yo llegue a L.A. sin nada, por algún tiempo me las tuve que arreglar solo y tenías que jugar bien tus cartas si querías seguir con vida en esa ciudad". Así mismo, "Welcome to the jungle" es considerada una de las canciones más representativas de la historia del rock, considerada por VH1 como la mejor canción de hard rock y la segunda mejor canción de Heavy metal de todos los tiempos. La canción también está incluida en la lista de las 100 mejores canciones de la historia, en el número 1 en lista de "Las 100 Grandiosas Canciones del Hard Rock", ranking realizado por la cadena de televisión VH1 y en el puesto número 467 de Las 500 mejores canciones de todos los tiempos según Rolling Stone
Mientras que el incidente mencionado anteriormente producido en Los Ángeles inspiró las letras, las mismas fueron escritas por Axl en la ciudad de Seattle. En una entrevista de 1988 en la revista Hit Parader, Rose dijo "Después del incidente en L.A., a la semana comencé a escribir la letra mientras me encontraba en Seattle. Mientras estaba ahí y escribía la letra, sentí como también Seattle era una gran ciudad, pero aun así era una ciudad pequeña, comparada con L.A., Seattle parecía una ciudad mucho más rural y tranquila. Ese sentimiento también me ayudó a escribir la canción. Porque si alguien llega a un pueblo y quiere encontrar algo, mirando y apareciendo cada detalle puede encontrarlo donde quiera".
En tanto, la parte musical comenzó a ser creada en Los Ángeles. Slash dice que en uno de los primeros ensayos en un sótano donde vivían en Santa Mónica él tenía unos riffs listos: “recuerdo tocarlos para el resto de la banda en una guitarra acústica y Axl me pidió si podía tocarlos en un guitarra eléctrica para sacarles todo el potencial. Así que unos días después llegué con los riffs y una guitarra eléctrica y le dije: Escucha esto”. Él se terminó de convencer de que los riffs eran lo suficientemente buenos para la canción. Slash también agrega que en los días siguientes de ensayo, ya con la letra lista y los riffs principales, “Duff sugirió que también usáramos algunos de sus riffs de una canción escrita para su antigua banda de punk rock cuando aún vivía en Seattle. Finalmente todo fue cuajando a su manera, todo fue pasando de manera espontánea, desde la letra hasta los riffs, fue todo muy genuino dándose de ensayo a ensayo. Cuando aún llevábamos solo meses como banda y de conocernos, todos colaboramos y luego al ver un buen resultado fue algo muy satisfactorio" cuenta Slash.
Una de las líneas de la canción «I wanna watch you bleed» fue originalmente escrita por Axl como una alusión al tema de AC/DC «If You Want Blood You've Got It», y en un principio la letra de la canción decía «I want you to bleed for me», pero Axl cambió esa parte de la letra antes de entrar a grabar la canción, ya que se percató que la métrica de la letra actualizada coincidía mejor.

## Vídeo
El vídeo de «Welcome to the Jungle» fue el primero de la banda, dirigido por Nigel Dick y filmado el 1, 2 y 3 de agosto de 1987 en el hotel Park Plaza, y en La Brea Avenue 450 en Hollywood.
El vídeo comienza con Axl Rose bajándose de un autobús con una maleta, como un extranjero inseguro llegando a la ciudad, el riff de entrada comienza a sonar. Nota como un hombre con una camisa de fuerza (Stradlin, en el papel de narcotraficante) y luego axl aparece en la pantalla de unos televisores en una tienda de dichos aparatos, en el cual también se encuentra fuera del establecimiento sentado en la banqueta a Slash bebiendo licor, se para a mirarlo. El vídeo después entra en una temática más profunda mostrando cosas como terapia de choque, abuso militar y otros venenos de la gran ciudad, mostrando a la metrópolis como la jungla. Al final del vídeo, Rose está aún enfrente de la tienda de televisores, pero ahora tiene la actitud y planta de un roquero.
Otros miembros de la banda aparecen en varios roles, el retrato de Izzy Stradlin aparece cuando Rose pisa el suelo, este hace de traficante de drogas (irónicamente, en la canción de Use Your Illusion II, 14 Years Izzy Stradlin dice, I've been the dealer/Hangin on your street). En el comienzo del vídeo, Slash puede ser visto sentado en el suelo enfrente de la tienda de televisores, bebiendo de una botella cubierta por papel de periódico.
«Welcome to The Jungle» no fue un éxito desde el principio, inicialmente, MTV rechazó emitir el vídeo. Únicamente accedieron a emitirlo después de la medianoche como un favor personal a David Geffen, el jefe de la discográfica de los Guns N' Roses, y sólo después de que censuraran partes de él, incluyendo algunas imágenes de televisión que mostraban escenas del baterista Steven Adler y su novia en la cama.
En una entrevista de Del James a Axl Rose para la revista RIP Magazine publicada en tres partes en el año 1992, Del James, amigo cercano de la banda recuerda:
"Recuerdo cuando estaba viviendo con Duff, teníamos que esperar hasta las 3:00 de la mañana para ver el vídeo, porque MTV lo dejaba para lo último. Entonces luchó por convertirse en el vídeo más requerido; por lo que es bastante difícil recordarlo antes de que fuera exitoso."
Pese a emitirlo a esas horas, el videoclip llamó la atención de los espectadores noctámbulos y rápidamente llegó a ser el vídeo de MTV más pedido. El vídeo y el sencillo recibieron más publicidad cuando fue proyectado en The Dead Pool en el verano de 1988.
Una curiosidad del vídeo, es que hay errores en la continuidad del mismo. Varias veces el micrófono de Axl Rose tiene una gomita anaranjada que lo cubre, pero en otras es el micrófono solo.

## Usos en películas y otros
«Welcome to the Jungle» ha sido usado en muchas películas. En la película de Clint Eastwood de 1988 The Dead Pool (Sala de espera al Infierno, La lista negra), era la canción cantada por Jim Carrey, también aparecía en la banda sonora. También apareció en Lean On Me.
- En la película biográfica de la cantante Selena, la canción fue utilizada en la escena donde Chris, el guitarrista invita a una banda de roqueros rebeldes a una fiesta en un hotel donde Selena y los Dinos se hospedaban mientras no estaban, lo cual la música molesta a los gerentes del hotel y se ven forzados a abrir la puerta y detener el escándalo. También se puede oír cuando a Chris le están cortando el cabello.
- En el tráiler de Death Race película protagonizada por Jason Statham, "Welcome To The Jungle" aparece como tema de fondo.
- Una parodia, Welcome to the Summer, fue utilizada como tema principal para la emisora de radio australiana Triple M durante el final de los 1990.
- El grupo de Slash, Slash's Snakepit, tiene un corte con el nombre homónimo donde David Lee Roth en el papel de Axl encarna una situación de grabación de estudio de la canción de «Welcome to the Jungle», haciendo parodia de las improvisaciones y estado de Axl en las grabaciones.
- En la serie de televisión Los Simpson se la puede oír en el capítulo "Homer Móvil", donde Homer malgasta los ahorros de la familia comprando una enorme y lujosa caravana, en el cual soborna a Bart y a Lisa con regalos y se les oye escuchando «Welcome to the Jungle» a todo volumen dentro de la caravana. Podemos encontrarla nuevamente en el capítulo «Marge on the Lam» donde la madre de la familia, Marge, y su nueva amiga, Ruth Powers, la vecina de la familia Simpson, salen a dar vueltas en su deportivo y esta misma pone «Welcome to the Jungle» en la radio diciendo: «esta noche va a ser...». Por último, aparece también en el capítulo Eight Misbehavin, en el que Apu tiene octillizos y como no tenían dinero les convence el dueño del zoológico, viven ahí y se escucha «Welcome to the Jungle» cuando hacen el espectáculo y presentan a un bebé como rebelde (haciendo una parodia de Axl Rose).
- Además también esta canción aparece en el tráiler oficial de la película de Bob Esponja "Bob Esponja: Un Héroe Fuera Del Agua", donde se ve a Slash tocando el intro de la canción en el minuto 1:10, y suena a lo largo del vídeo.
- El intérprete Richard Cheese, realizó una versión de la canción en estilo lounge, ironizando también con el nombre de su álbum, llamado Aperitif for Destruction.
- El grupo de rap metal Limp Bizkit hace referencia a este tema en su canción My Generation
- El luchador Mick Foley, usó la canción como tema de entrada al ring.[3]
- El actor Seth Green, usó la canción como tema de entrada en una aparición especial en Raw como General Mánager.
- En el 2010, en la película Megamente, es usada por Megamente como su canción de entrada antes de luchar con Titán.
- En 2011, la canción fue la sintonía de la cabecera del docu-reality Perdidos en la ciudad (España).
- En 2017, en la película Jumanji: Welcome to the Jungle, suena esta canción al momento en que los personajes entran al juego.

### Videojuegos
- En 2004 el videojuego de PS2, PC y Xbox Grand Theft Auto: San Andreas, incluye en su lista de canciones de la radio de rock y metal alternativo Radio X y en uno de sus tráileres.
- En el año 2007, «Welcome to the Jungle» forma parte de la gran lista de canciones que componen Guitar Hero III: Legends of Rock, donde también hay una batalla de guitarras contra Slash, y también está como personaje desbloqueable.
- En el juego Madden 2013 se utiliza cuando los jugadores ingresan al campo de juego, o cuando en el partido hay tiempo muerto.